# Lijst van voetbalinterlands Australië - Spanje
Deze lijst van voetbalinterlands is een overzicht van alle officiële voetbalwedstrijden tussen de nationale teams van Australië en Spanje. De landen speelden tot op heden een keer tegen elkaar. De eerste ontmoeting, een groepswedstrijd tijdens het Wereldkampioenschap voetbal 2014, werd gespeeld op 23 juni 2014 in Curitiba (Brazilië).

## Wedstrijden
| № | Plaats   | Datum        | Competitie | Wedstrijd          | Uitslag |
| - | -------- | ------------ | ---------- | ------------------ | ------- |
| 1 | Curitiba | 23 juni 2014 | WK 2014    | Australië − Spanje | 0 − 3   |

## Samenvatting
| Competitie   | Totaal gespeeld | Winst Australië | Gelijk | Winst Spanje | Doelsaldo Australië – Spanje |
| ------------ | --------------- | --------------- | ------ | ------------ | ---------------------------- |
| WK-eindronde | 1               | 0               | 0      | 1            | 0 − 3                        |
| Totaal       | 1               | 0               | 0      | 1            | 0 − 3                        |

Wedstrijden bepaald door strafschoppen worden, in lijn met de FIFA, als een gelijkspel gerekend.

## Details

### Eerste ontmoeting
| WK 2014 (Curitiba, Brazilië, 23 juni 2014): |              | |
| Australië | 0 – 3        | Spanje |
| | goals        | 36' David Villa 69' Fernando Torres 82' Juan Mata                                                                                             |
| Ange Postecoglou | bondscoach   | Vicente del Bosque |
| Mathew Ryan Ryan McGowan Matthew Špiranović Alex Wilkinson Jason Davidson Matt McKay Mathew Leckie Mile Jedinak Oliver Bozanić 72' Tommy Oar 61' Adam Taggart 46' | opstellingen | Pepe Reina Juanfran Raúl Albiol Sergio Ramos Jordi Alba 68' Santi Cazorla 84' Xabi Alonso Andrés Iniesta Koke 57' David Villa Fernando Torres |
| Ben Halloran 46' James Troisi 61' Mark Bresciano 72' | wissels      | 57' Juan Mata 68' Cesc Fàbregas 84' David Silva                                                                                               |
| Matthew Špiranović 88' Mile Jedinak 90+2' | gele kaarten | 62' Sergio Ramos |